# Фріц Бартоломе
Фріц Бартоломе (нім. Fritz Bartholomae, 29 жовтня 1886 — 12 вересня 1915) — німецький академічний веслувальник.
Бронзовий призер Олімпійських Ігор 1912 року в складі вісімки.